# Issi
Issi ("studený" v grónštině) byl rod býložravého dinosaura ze skupiny sauropodomorfů, který byl objeven v sedimentech geologického souvrství Malmros Klint (geologický věk nor, pozdní trias) v Grónsku.

## Objev a popis
Fosilie tohoto plazopánvého dinosaura s označením NHMD 164758 a NHMD 164751 byly objeveny v oblasti poloostrova Jamesonova země a v roce 1994 byly předběžně popsány jako Plateosaurus trossingensis. S velkým množstvím podobných objevů v pozdější době však již bylo možné odlišit grónský materiál od objevů plateosaurů v Německu, Francii a Švýcarsku a byl stanoven nový rod a druh Issi saaneq. Ten byl formálně popsán v listopadu roku 2021.
Známé jsou dvě poměrně kompletní lebky tohoto sauropodomorfa. Ty dokládají, že se jednalo o dinosaura blízce příbuzného rodu Plateosaurus a také brazilských plateosauridů (rodů Unaysaurus a Macrocollum). Jedná se také o jeden z prvních objevů dinosaurů na území Grónska, kde jsou fosilie této skupiny velmi vzácné.